# Bryan Lewis (cyclisme)
Pour les articles homonymes, voir Lewis.
Bryan Lewis,, né le 31 août 1990 à Roanoke (Virginie), est un coureur cycliste américain. Il a notamment remporté une étape du Grand Prix cycliste de Saguenay en 2017. 

## Palmarès

### Par année
- 2015
  - Tour of the Battenkill
  - Tour of Page County :
    - Classement génétal
    - 3e étape

  - Page Valley Road Race
  - 3e étape du River Gorge Omnium
  - Green Mountain Stage Race :
    - Classement général
    - 3e étape
- 2016
  - 2e étape du Grand Prix cycliste de Saguenay
- 2017
  - Johnson City Omnium :
    - Classement général
    - 3e étape
- 2018
  - 1re étape de la Green Mountain Stage Race (contre-la-montre)

### Classements mondiaux
| Année            | 2016 |
| ---------------- | ---- |
| UCI America Tour | 387e |